# Premier Estonii
Premier Estonii (est. Eesti Vabariigi peaminister) – szef rządu i egzekutywy Republiki Estońskiej.
Obecnie urząd ten pełni Kristen Michal, który został zaprzysiężony 23 lipca 2024.

## Wybory
Premierem Estonii może zostać każda osoba wskazana przez Prezydenta Estonii, jednak w praktyce, z uwagi na odpowiedzialność przed Zgromadzeniem Państwowym, jest to lider partii rządzącej lub lider większego koalicjanta w koalicji.
Kandydat desygnowany na premiera w ciągu 14 dni od otrzymania od prezydenta misji utworzenia rządu przedstawia Zgromadzeniu Narodowemu proponowany skład swojego rządu. Zgromadzenie Narodowe głosuje nad propozycją bez debaty w jawnym głosowaniu. Po uzyskaniu zgody Zgromadzenia Narodowego premier w ciągu 7 dni przedstawia skład rządu prezydentowi, który w ciągu 3 dni ten rząd powołuje.
Jeżeli zaproponowana przez prezydenta osoba nie uzyska bezwzględnej większości w Zgromadzeniu Narodowym lub odmówi przyjęcia urzędu, prezydentowi przysługuje prawo desygnowania drugiego kandydata. Jeżeli scenariusz powtórzy się w stosunku do drugiego kandydata, prawo do mianowania kandydata na premiera przechodzi na rzecz Zgromadzenia Narodowego. Jeżeli misja powołania premiera nie powiedzie się trzeciemu kandydatowi, prezydent rozwiązuje Zgromadzenie Narodowe i zarządza nowe wybory parlamentarne.
Jeżeli dana osoba jest deputowanym do Zgromadzenia Narodowego to w momencie objęcia stanowiska premiera lub ministra w Rządzie Estonii jej mandat ulega zawieszeniu. Na czas zawieszenia mandatu obowiązki deputowanego pełni kolejny przedstawiciel danej partii na liście wyborczej. Z chwilą rezygnacji ze stanowiska premiera lub ministra, ustaje mandat zastępcy i kończy się zawieszenie pierwotnego mandatu.

## Odwołanie
Zgromadzenie Narodowe może wyrazić wotum nieufności wobec pojedynczego ministra, premiera bądź całemu Rządowi Estonii. Wotum nieufności wymaga pisemnego wniosku 1⁄5 członków Zgromadzenia Narodowego. Wniosek jest głosowany najwcześniej na 3. dzień po jego wniesieniu, chyba że Rząd Estonii nakaże wcześniejsze głosowanie. W przypadku wyrażenia wotum nieufności wobec Rządu lub premiera prezydent może na wniosek Rządu zarządzić w ciągu 3 dni przedterminowe wybory parlamentarne.

## Wicepremierzy
Zgodnie z Konstytucją Estonii, premierowi przysługuje prawo do mianowania dwóch zastępców, którzy zastępują go podczas jego nieobecności. Premier ustanawia zakres obowiązków każdego ze swoich zastępców.

## Immunitet
Premierowi przysługuje immunitet identyczny do tego, który przysługuje członkom Zgromadzenia Narodowego. Do odpowiedzialności może zostać pociągnięty tylko na wniosek Kanclerza Sprawiedliwości po uzyskaniu zgody większości członków Zgromadzenia Narodowego. Z chwilą uprawomocnienia się wyroku, wygasa funkcja skazanej osoby w Rządzie Estonii.

## Lista osób pełniących funkcję premiera
| #   | Imię i Nazwisko           | Portret          | Kadencja             | Kadencja             | Partia polityczna | Partia polityczna | Rząd |
| #   | Imię i Nazwisko           | Portret          | Od                   | Do                   | Partia polityczna | Partia polityczna | Rząd |
| --- | ------------------------- | ---------------- | -------------------- | -------------------- | ----------------- | ----------------- | ---- |
| –   | Edgar Savisaar (ur. 1950) |                  | 3 kwietnia 1990      | 29 stycznia 1992     |                   | RR                | •    |
| –   | Tiit Vähi (ur. 1947)      |                  | 30 stycznia 1992     | 21 października 1992 |                   | Bezpartyjny       | 1    |
| 1   | Mart Laar (ur. 1960)      |                  | 21 października 1992 | 8 listopada 1994     |                   | RKEI              | 1    |
| 2   | Andres Tarand (ur. 1940)  |                  | 8 listopada 1994     | 17 kwietnia 1995     |                   | SDE               | •    |
| 3   | Tiit Vähi (ur. 1947)      |                  | 17 kwietnia 1995     | 6 listopada 1995     |                   | EK                | 2    |
| 3   | Tiit Vähi (ur. 1947)      | 6 listopada 1995 | 17 Marca 1997        | 3                    |                   | EK                |      |
| 4   | Mart Siimann (ur. 1946)   |                  | 17 marca 1997        | 25 marca 1999        |                   | EK                | •    |
| (1) | Mart Laar (ur. 1960)      |                  | 25 marca 1999        | 28 stycznia 2002     |                   | Isamaaliit        | 2    |
| 6   | Siim Kallas (ur. 1948)    |                  | 28 stycznia 2002     | 10 kwietnia 2003     |                   | RE                | •    |
| 7   | Juhan Parts (ur. 1966)    |                  | 10 kwietnia 2003     | 12 kwietnia 2005     |                   | RP                | •    |
| 8   | Andrus Ansip (ur. 1956)   |                  | 12 kwietnia 2005     | 5 kwietnia 2007      |                   | RE                | 1    |
| 8   | Andrus Ansip (ur. 1956)   | 5 kwietnia 2007  | 4 kwietnia 2011      | 2                    |                   | RE                |      |
| 8   | Andrus Ansip (ur. 1956)   | 6 kwietnia 2011  | 26 marca 2014        | 3                    |                   | RE                |      |
| 9   | Taavi Rõivas (ur. 1979)   |                  | 26 marca 2014        | 30 marca 2015        |                   | RE                | 1    |
| 9   | Taavi Rõivas (ur. 1979)   | 30 marca 2015    | 23 listopada 2016    | 2                    |                   | RE                |      |
| 10  | Jüri Ratas (ur. 1978)     |                  | 23 listopada 2016    | 29 kwietnia 2019     |                   | EKK               | 1    |
| 10  | Jüri Ratas (ur. 1978)     | 29 kwietnia 2019 | 26 stycznia 2021     | 2                    |                   | EKK               |      |
| 11  | Kaja Kallas (ur. 1977)    |                  | 26 Stycznia 2021     | 18 Lipca 2022        |                   | RE                | 1    |
| 11  | Kaja Kallas (ur. 1977)    | 18 Lipca 2022    | 17 Kwietnia 2023     | 2                    |                   | RE                |      |
| 11  | Kaja Kallas (ur. 1977)    | 17 kwietnia 2023 | 23 lipca 2024        | 3                    |                   | RE                |      |
| 12  | Kristen Michal (ur. 1975) |                  | 23 lipca 2024        | Obecnie              |                   | RE                | •    |